# Saul Perlmutter
Saul Perlmutter (* 22. září 1959) je americký astrofyzik. Společně s Brianem P. Schmidtem a Adamem G. Riessem získal v roce 2011 Nobelovu cenu za fyziku za objev zrychlujícího se rozpínání vesmíru pozorováním vzdálených supernov. Nyní pracuje na Lawrence Berkeley National Laboratory a je profesorem na University of California, Berkeley.